# إميليو لينو
إميليو لينو (8 يونيو 1916 – 3 مارس 1958) هو مبارز بالسيف برتغالي راحل، مثّل بلاده في الألعاب الأولمبية الصيفية 1948.

## روابط خارجية
إميليو لينو على موقع أوليمبيديا (الإنجليزية)